# FK Borac Čačak
El FK Borac Čačak es un club de fútbol serbio de la ciudad de Čačak. Fue fundado en 1926 y juega en la Primera Liga Serbia. La palabra Borac significa Peleador.

## Historia
Al terminar la Primera Guerra Mundial se comenzó a jugar fútbol en Čačak. Se dice que el primer partido se jugó en 1920 y 6 años más tarde un grupo de trabajadores de la unión se organizaron y fundaron al equipo un 1º de mayo con el uniforme rojo, pero con el tiempo añadieron el color blanco. Su primer presidente fue Jovan Jolović, un carpintero.
Al finalizar la Segunda Guerra Mundial, obtuvieron su mayor logro: ganar la liga de West Morava en 1936. Para 1946, disputaron la fase clasificatoria para jugar en la Primera División de Yugoslavia ante el Estrella Roja de Belgrado, pero perdieron. Ganaron la Copa de Serbia en 1958 (en ese entonces era un torneo regional) y en 1962 ascendieron a la Segunda División de Yugoslavia. Su primer juego de play-off lo disputaron ante el OFK Titograd, quien los venció 1-3, epro en el juego de vuelta un 15 de julio anotaron 6 goles en el segundo tiempo para lohrar el ascenso.
Por mucho tiempo jugaron en la Segunda División de Yugoslavia con el sueño de ascender a la Primera División de Yugoslavia, sueño que se cumplió en 1994 con su primer ascenso, donde previamente habían fallado en 3 ocasiones, en 1970, 1971 y 1973 en donde perdieron en el play-off y habían descendido 3 veces a la Tercera División antes de lograr el ascenso a la máxima categoría.

## Palmarés
- Copa de Serbia: 0
  - Subcampeón: 1

2011-12
- Segunda División de Yugoslavia: 3

1993-94, 1998-99, 2002-03

## Participación en competiciones de la UEFA
| Temporada | Torneo    | Ronda            | País         | Club            | Casa | Visita | Global |
| --------- | --------- | ---------------- | ------------ | --------------- | ---- | ------ | ------ |
| 2008-09   | Copa UEFA | Clasificatoria 1 | Moldavia     | Dacia Chişinău  | 3–1  | 1–1    | 4–2    |
| 2008-09   | Copa UEFA | Clasificatoria 2 | Bulgaria     | Lokomotiv Sofia | 1–0  | 1–1    | 2–1    |
| 2008-09   | Copa UEFA | 1                | Países Bajos | Ajax            | 1–4  | 0–2    | 1–6    |

## Entrenadores

### Entrenadores destacados
| - Ljubiša Dmitrović (12 de noviembre de 2008 –) - Nenad Milovanović (14 de agosto de 2008 - 11 de noviembre de 2008) - Milovan Rajevac (17 de enero de 2008 - 13 de agosto de 2008) - Miodrag Božović (8 de marzo de 2007 - 8 de enero de 2008) - Radovan Ćurčić (- 3 de marzo de 2007) - Miodrag Božović (23 de septiembre de 2003 - ) | - Radovan Gudurić - Slavko Vojičić - Slavenko Kuzeljević - Branko Smiljanić - Milovan Đorić - Gojko Zec - Dejan Vukićević Temporada 12/13 (03/04/2013) - Temporada 13/14 (04/11/2013) |

## Jugadores

### Jugadores destacados
| - Radojko Avramović - Petar Baralić - Milovan Ćirković - Branko Čakarević - Ivan Čančarević - Ivica Dragutinović - Jovan Gojković - Radovan Gudurić - Aleksandar Ignjatović - Radiša Ilić - Dragan Janićijević - Branko Jelić - Živorad Jelić - Aleksandar Jevtić - Miloš Jovašević - Gradimir Jovičić - Miloš Kostić - Zoran Kostić | - Darko Lazović - Marko Lomić - Slobodan Marković - Duško Milinković - Filip Mladenović - Veljko Negovanović - Ilija Petrović - Predrag Plazinić - Mirko Poledica - Dušan Radonjić - Milovan Rajevac - Zoran Rendulić - Vladeta Starčević - Ivan Stevanović - Rodoljub Tadić - Milivoje Vitakić - Dušimir Vulović - Saša Zimonjić | - Branko Grahovac - Slavko Marić - Saša Stević - Darko Krsteski - Damir Čakar - Marko Mugoša - Rade Petrović - Ilija Spasojević - Miloš Stojčev - Mike Temwanjera - Javier Cohene |